# Pule-Tempel
| Tibetische Bezeichnung                           |
| ------------------------------------------------ |
| Tibetische Schrift: ཀུན་བདེ་ལྷ་ཁང།                  |
| Wylie-Transliteration: kun bde lha khang         |
| Aussprache in IPA: [kỹnte ɬakʰaŋ]                |
| Offizielle Transkription der VRCh: Gündê Lhakang |
| THDL-Transkription: Künde Lhakhang               |
| Chinesische Bezeichnung                          |
| Traditionell: 普樂寺                             |
| Vereinfacht: 普乐寺                              |
| Pinyin:Pǔlè Sì                                   |

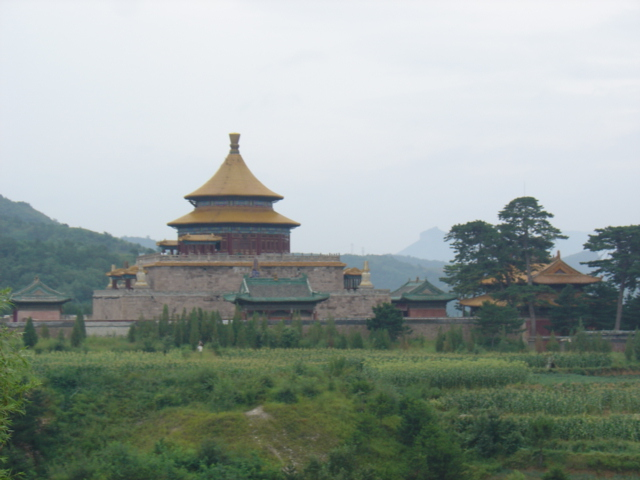

Der Pule Si, (chin. 普乐寺, Hanyu Pinyin pǔlè sì) der „Tempel der Universalen Freude“ bzw. „Tempel des Allgemeinen Glückes“ (im Volksmund auch Yuán Tíngzi 圆亭子, „runder Pavillon“), ist ein bedeutender buddhistischer Tempel aus der Qing-Dynastie in Chengde (Provinz Hebei der Volksrepublik China). Er ist einer der Gruppe der Acht Äußeren Tempel (Waibamiao) und steht seit 1961 unter nationalem Denkmalschutz.
Der Tempel wurde errichtet, um die jährlichen Tributdelegationen mongolischer Würdenträger zu empfangen.
Das Gebäude im hinteren Teil des Komplexes ist eine verkleinerte Nachbildung der runden Halle der Ernteopfer des Himmelstempels in Peking.